# Ishikawa prefektur
Ishikawa prefektur (石川県 Ishikawa-ken) är belägen i Chūbu-regionen  på ön Honshū i Japan. Residensstaden är Kanazawa.

## Administrativ indelning
Prefekturen var år 2016 indelad i elva städer (shi) och åtta kommuner (chō eller machi)).
De åtta kommunerna grupperas i fem distrikt (gun). Distrikten har ingen administrativ funktion utan fungerar i huvudsak som postadressområden.
Städer:
- Hakui, Hakusan, Kaga, Kahoku, Kanazawa, Komatsu, Nanao, Nomi, Nonoichi, Suzu, Wajima

Distrikt och kommuner
- Hakui distrikt: Hōdatsushimizu och Shika
- Hōsu distrikt: Anamizu och Noto
- Kahoku distrikt: Tsubata och Uchinada
- Kashima distrikt: Nakanoto
- Nomi distrikt: Kawakita

## Kommunikationer
2015 öppnades Hokuriku Shinkansen-linjen vilket gav prefekturen förbindelse med höghastighetståg till Tokyo. Linjens enda station i Ishikawa är Kanazawa.